# Григорий (Перадзе)

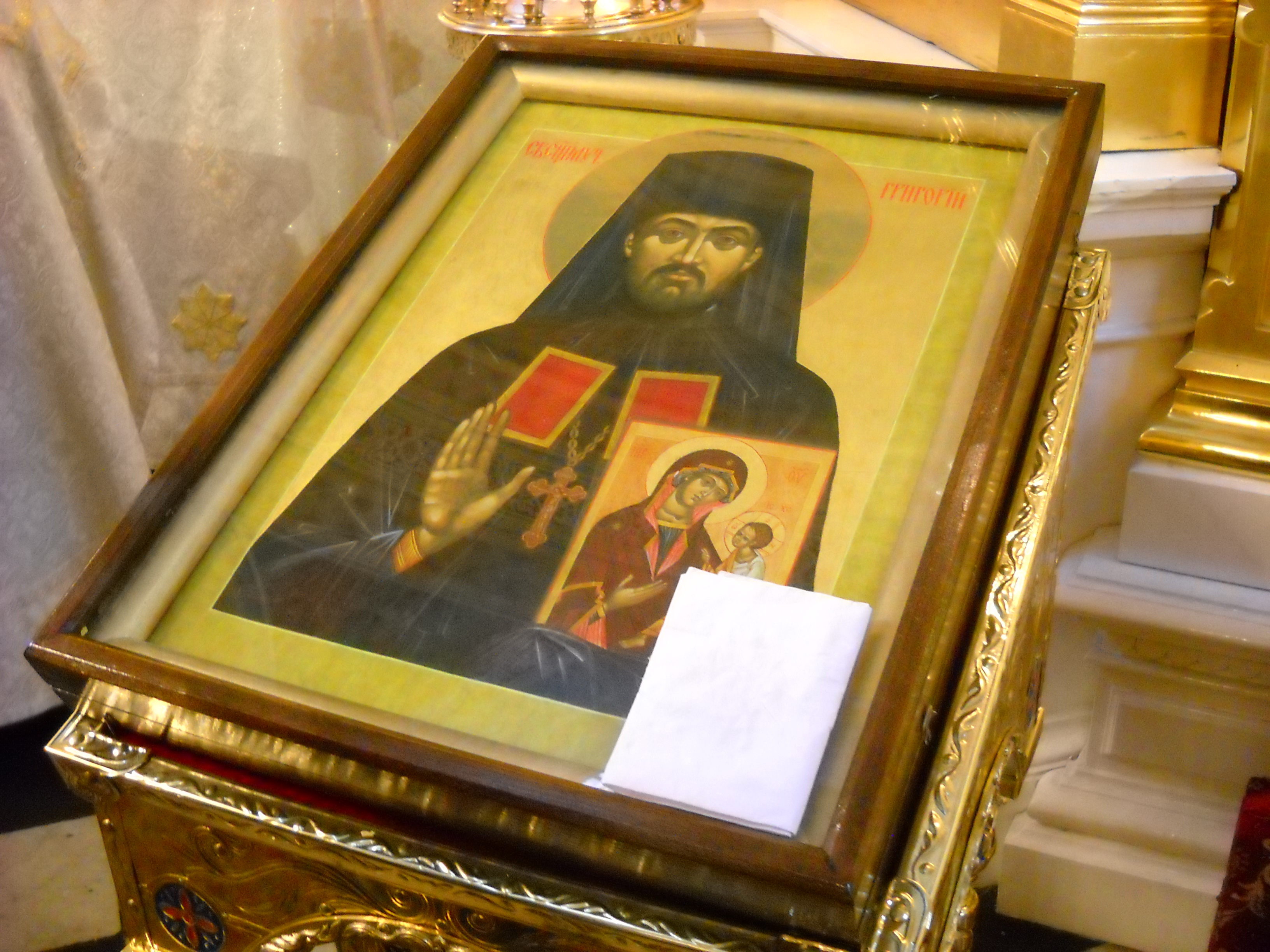
Икона священномученика Григория в Соборе святой Марии Магдалины

Архимандри́т Григо́рий (в миру Григо́рий (Григо́л) Рома́нович Пера́дзе, груз. გრიგოლ რომანოზის ძე ფერაძე; 31 августа 1899, деревня Бакурцихе, Сигнахский уезд, Тифлисская губерния — 6 декабря 1942, Освенцим) — архимандрит Польской православной церкви, богослов, церковный учёный. Видный представитель грузинской диаспоры в Западной Европе 1930-х — начала 1940-х годов.
Почитается в Грузинской и Польской православных церквах как священномученик. В Варшаве построена часовня имени Архимандрита Григория.

## Биография
Григорий Перадзе родился 31 августа 1899 года в Грузии, в семье священника.
Окончил Тифлисскую духовную семинарию. В 1918 году поступил во вновь основанный Тбилисский государственный университет, но курса не кончил, будучи в 1919 году призван в Грузинскую армию. Служил в Гори, Боржоми и Ахалцихе. В 1921 году принимал участие в боях против большевиков.
В 1921 году эмигрировал в Германию. Учился в Берлинском университете. Получил поддержку от «Ориент Миссион» и её основателя Иоганнеса Лепсиуса. Занимался изучением патрологии и истории Грузинской Церкви. В 1926 году защитил докторскую диссертацию о грузинском монашестве в Боннском университете. Работал заведующим кафедрой ориенталистики в Боннском университете.
В 1927 году становится одним из основателей первого грузинского православного прихода за рубежом — храма святой Нины в Париже. Вскоре ему было предложено принять сан и служить в этом храме, но он первоначально отказался.
Во время рождественских праздников 1930 года Перадзе серьёзно заболел и дал обет в случае выздоровления принять постриг.
18 апреля 1931 года в греческом кафедральном соборе Святой Софии в Лондоне был пострижен в монашество, 19 апреля рукоположён во диакона. 25 мая в греческом храме святого Стефана Первомученика в Париже возведён в сан иеромонаха и назначен настоятелем грузинского храма Святой Нины.
Одновременно читал лекции в Оксфорде, Дублине, Берлине, Париже, Кракове. Издавал журнал «Джвари вазиса» на грузинском языке. Представлял Грузинскую Церковь на многих религиозных конгрессах. В Болгарии, в Бачковском монастыре, Перадзе открыл несколько старинных грузинских рукописей.
В 1933 году переехал в Варшаву. Преподавал патрологию на отделении православного богословия Варшавского университета. Участвовал в работе по составлению указателя христианских святых. С того же года служил в Кафедральном соборе святой Марии Магдалины в Варшаве, не оставляя настоятельства в храме святой Нины в Париже.
5 января 1934 года в Лондонском кафедральном соборе Святой Софии возведен в сан архимандрита.
После начала Второй мировой войны и немецкой оккупации Варшавы, остался в польской столице. Защищал евреев. Принимал участие в Варшавском Сопротивлении.
Арестован гестапо в мае 1942 года и отправлен в концлагерь Освенцим. Убит 6 декабря в Освенциме, добровольно пойдя на смерть вместо другого заключенного — отца многочисленной семьи.

## Канонизация
19 сентября 1995 года Архиерейский Собор Грузинской православной церкви причислил архимандрита Григория к лику святых. Канонизацию признала Польская православная церковь, вписав имя священномученика Григория в свои диптихи.